# Sideritis carbonellis
Sideritis carbonellis là một loài thực vật có hoa trong họ Hoa môi. Loài này được Socorro miêu tả khoa học đầu tiên năm 1982.